# Bonté divine
Pour plus de détails, voir Fiche technique et Distribution.
Bonté divine (précédemment Les enfants du prêtre dans les festivals en France, titre original : Svećenikova djeca) est une comédie dramatique croate réalisée par Vinko Brešan, sortie en janvier 2013 en Croatie et en avril 2015 en France.

## Synopsis
Un prêtre, Fabijan, est envoyé sur une petite île de la mer Adriatique pour prendre la succession du prêtre Jakov dans la paroisse. Fabijan se désole du faible nombre d'habitants et du taux de natalité en berne. Lui et Petar, un vendeur bigot du kiosque du village, percent alors discrètement tous les préservatifs avant d'être vendus. Marin, le pharmacien, leur prête main-forte et remplace les pilules contraceptives par des vitamines. L'explosion des naissances qui s'ensuit provoque un afflux de touristes en mal de procréation et conduit à des réactions en cascades chez les habitants.

## Fiche technique
- Titre : Bonté divine
- Autre titre : Les Enfants du prêtre (festivals)
- Titre original : Svećenikova djeca
- Réalisation : Vinko Brešan
- Scénario : Vinko Brešan, Mate Matišić
- Musique : Mate Matišić
- Photographie : Mirko Pivcevic
- Montage : Sandra Botica
- Sociétés de production : Interfilm, Zillion Film
- Sociétés de distribution : Continental Film. Wide (en France), K-Films Amérique (québec)
- Pays d'origine :  Croatie
- Langue originale : croate
- Durée : 96 minutes
- Stéréo, couleur, ratio film : 2,35 : 1
- Dates de sortie[1] :
  - Croatie : 3 janvier 2013
  - France : 1er avril 2015
  - Québec : 25 septembre 2015

## Distribution
- Kresimir Mikic : Don Fabijan
- Nikša Butijer : Petar
- Dražen Kühn : Marin
- Marija Škaričić : Marta
- Jadranka Đokić : Ane
- Marinko Prga : le professeur Vinko
- Stojan Matavulj : Gradonacelnik
- Tihana Lazović : Trubacica

## Production
Le réalisateur Vinko Brešan a repris une pièce de théâtre inventée par son ami Mate Matišić, pièce qui traite de vrais problèmes en Croatie, comme la xénophobie, la faible natalité, la migration de ses contemporains. Tous les deux ont travaillé à l'adapter au cinéma, dans un ton plus tragi-comique. 

## Succès international
Le film est le plus gros succès au box-office croate depuis 1991. C'est le premier film que Vinko Brešan vend à l'étranger. Bonté divine s'est exporté ainsi dans 32 pays.

### En France, des résistances
Alors que le film fait carrière dans les pays de l'Europe et le monde depuis plus d'un an, et qu'il a été présenté le 14 novembre 2013 au Festival international du film d'Arras et le 19 septembre 2014 au Festival international du film grolandais à Toulouse (avec comme titre : Les enfants du prêtre), il faut attendre l'année 2015 pour qu'il soit enfin diffusé en France. 
Le magazine Charlie Hebdo parraine en 2014 le film Bonté Divine en France. Charb, dessinateur et directeur de l'hebdomadaire, réalise trois caricatures pour la promotion du film peu avant de périr dans l'attentat du 7 janvier 2015, mais une seule sera utilisée pour la version finale de l'affiche, et de manière discrète.

### Affiche et censure
La première version de l'affiche française représente le prêtre tenant ostensiblement un préservatif et une grande épingle, telle dans les autres versions des autres pays. Cette version est refusée par les réseaux d'affichages Decaux, Media Kiosque et Media Transports. L'affiche sera modifiée plusieurs fois jusqu'à ne plus montrer le prêtre ni avec l'épingle, ni avec le préservatif.

### Critiques
Le film sort en France dans peu de salles (une trentaine, au départ). 
Les critiques des journaux français jugent le film médiocre, lui reprochant d'être caricatural, lourd, et finalement peu humoristique, alors que l'avis critique du public est plutôt positif.  

## Distinctions
Le film  a été sélectionné pour le Prix du cinéma européen de la meilleure comédie 2013 (édition no 26, 7 décembre 2013), Best Feature du Festival international du film de Chicago 2013, et le globe de cristal du Festival international du film de Karlovy Vary 2013.  
Il a gagné les prix du Festival du film de Pula 2013 (meilleur second rôle : Niksa Butijer), du Festival international du film de Thessalonique 2013 (Fischer Audience Awards : For a film in the Balkan Survey section) et du dauphin d'or du Festival international du film de Tróia 2014 (Best Picture).